# Jacob K. Javits Convention Center
Le Jacob K. Javits Convention Center, communément appelé Javits Center, est un centre de conférences de la ville de New York, dans l'arrondissement de Manhattan. Ses plans sont l'œuvre des architectes américains James Ingo Freed et Ieoh Ming Pei. Le bâtiment, dont l'architecture était révolutionnaire lors de sa construction date de 1986, et a été nommé à la mémoire du sénateur de l'État de New York, Jacob K. Javits qui mourut cette même année.
La surface totale du centre est de 170 000 m2, dont 78 000 m2 de surface disponible pour les expositions. La construction d'un grand centre de conférences dans la partie ouest de Manhattan a suscité plusieurs vifs débats, jusqu'au début des années 1970, date à laquelle des projets de grande envergure furent proposés, jusqu'à la construction du bâtiment. Le 16 octobre 2006, le coup d'envoi de travaux d'agrandissement, d'une valeur de 1,7 milliard de dollars a été donné. Ces travaux, qui s'achèvent en 2013, augmentent la taille du centre de 45 %, avec en plus la construction d'un hôtel.